# Victoria Coeln
Victoria Coeln (* 20. Dezember 1962 in Wien) ist eine österreichische Künstlerin, die in Wien arbeitet und lebt. Licht, Farben und Raum stehen im Mittelpunkt ihrer künstlerischen Auseinandersetzung.

## Leben
Victoria Coeln studierte von 1981 bis 1985 Bühnenbild an der Akademie der bildenden Künste Wien sowie Mathematik an der Universität Wien und der Technischen Universität Wien. Bekannt ist die Künstlerin vornehmlich für ihre groß dimensionierten und begehbaren Lichtinterventionen im öffentlichen Raum. Coeln arbeitet dreidimensional in Form von temporären und permanenten Interventionen sowie im zweidimensionalen Bildraum.
Sie verändert dichroitische Gläser mit Ätz- und Schabtechniken, die an die Vorbereitung der Druckplatten in den traditionellen Tiefdruckverfahren erinnern. Im Anschluss verwendet sie diese Gläser nicht wie in der Druckgrafik üblich als Druckplatten, sondern als Filter, durch die sie Licht projiziert. Mit den entstehenden Lichtbildern baut sie polychrome Lichträume, die sie „Chromotope“ nennt und als Setting für Porträtserien, Bewegungsstudien und Performances, als visuelles Gegenstück musikalischer Kompositionen und als Orte für soziale Begegnungen im öffentlichen Raum nutzt.
2015 gründete die Künstlerin das Atelier Victoria Coeln in Wien.

## Werke (Auswahl)
- „LichtStrauss“, Licht- und Medienkunstwerk im Rahmen von Johann Strauss 2025 Wien, Stadtpark Wien, 2025.[2][3][4]
- „Chromotopia Laakirchen“, Einzelausstellung / Papiermachermuseum, Bad-Ischl-Salzkammergut, 2024.[5]
- „Engel.Licht.Orgel“, Carinthischer Sommer, Klagenfurter Dom, Klagenfurt, 2024.[6]
- „Das Parlament im Licht der Menschenrechte“, Lichtkunstwerk Österreichisches Parlament, Wien, 2023.[7][8]
- „Café Chromatique“, Künstlerhaus Wien X Nespresso, Atelier Kärntnerstraße und Wiener Kaffeehäuser, Wien, 2021.[9]
- „Lichtfest Leipzig 2019“, temporäre Lichtinterventionen im öffentlichen Raum im Rahmen des Lichtfest Leipzig 2019, 30 Stationen entlang des Innenstadtrings, Leipzig 2019.
- „Katharinen+Passion“, Künstlerische Lichtintervention, Katharinenkirche Frankfurt am Main, 2018.[10][11]
- „Crossing Realities Cyprus“, Lichtinterventionen, Nikosia, Zypern, 2017.[12]
- „DYSTOPIA  EUTOPIA“, temporäre Lichtintervention im öffentlichen Raum, Inneres und Äußeres Burgtor, Wien, 2016.[13]
- „Chromotopie on the Move“, internationales Reise- und Ausstellungsprojekt, AT/TR, seit 2015.
- „Chromotopia Heldentor“, temporäre Lichtintervention, Wien, Mai bis September 2014.[14]
- „Chromotopia Kokoschka“, temporäre Lichtintervention am Leopold Museum, Wien, 2013.[15]
- „Chromotopia St. Stephan“, temporäre Lichtintervention, Stephansplatz, Wien, Mai 2011 bis  Dezember 2014.[16]
- „Chromotopia Stadtpark I Painting the Night“, permanente Lichtntervention am Eingang des Stadtparks/Reisnerstrasse, Wien, seit 2008.
- „Chromotopia Konzerthaus“, permanente Lichtintervention an der Fassade des Wiener Konzerthauses, Wien, seit 2007.

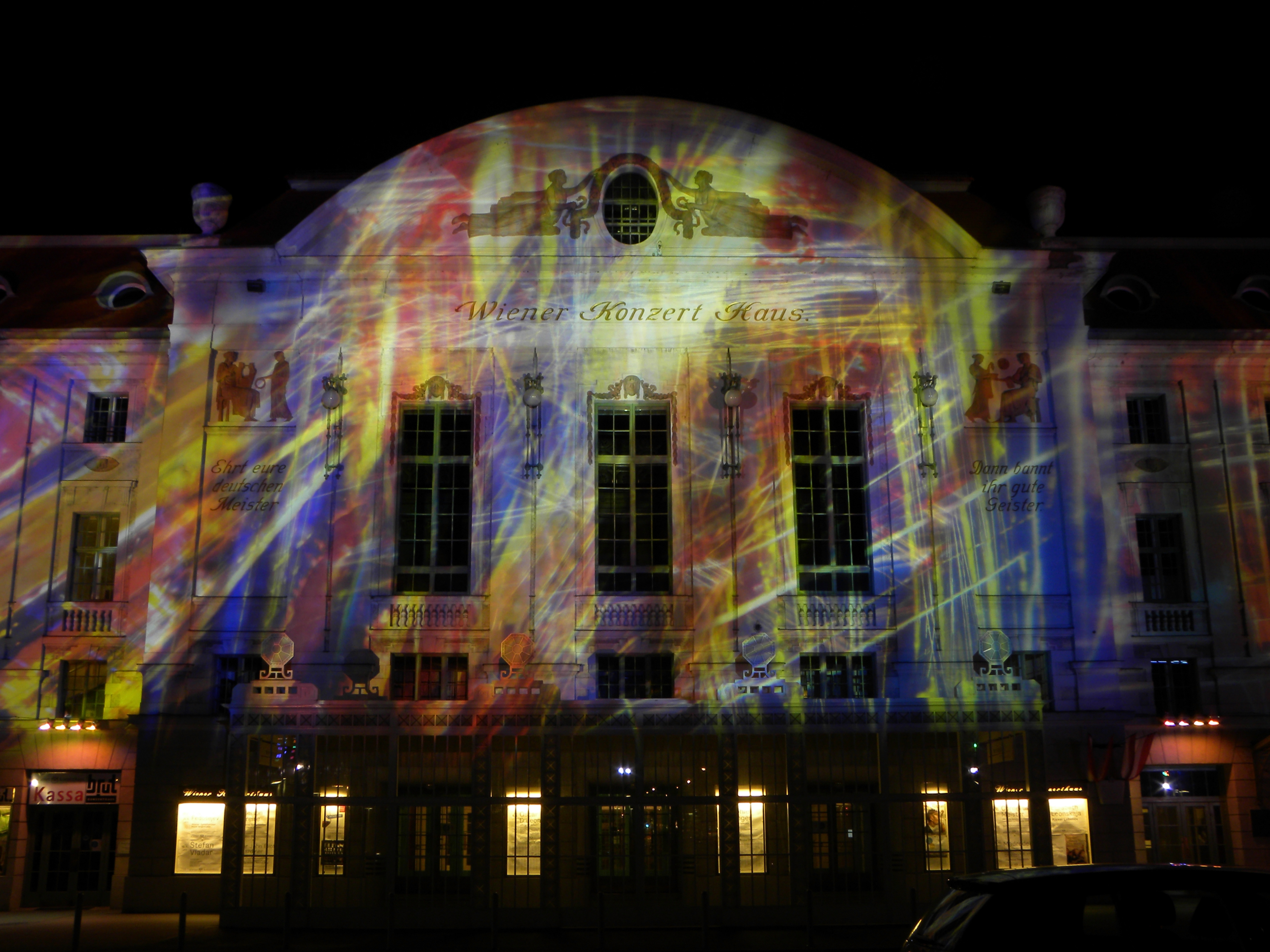
Konzerthaus, Wien
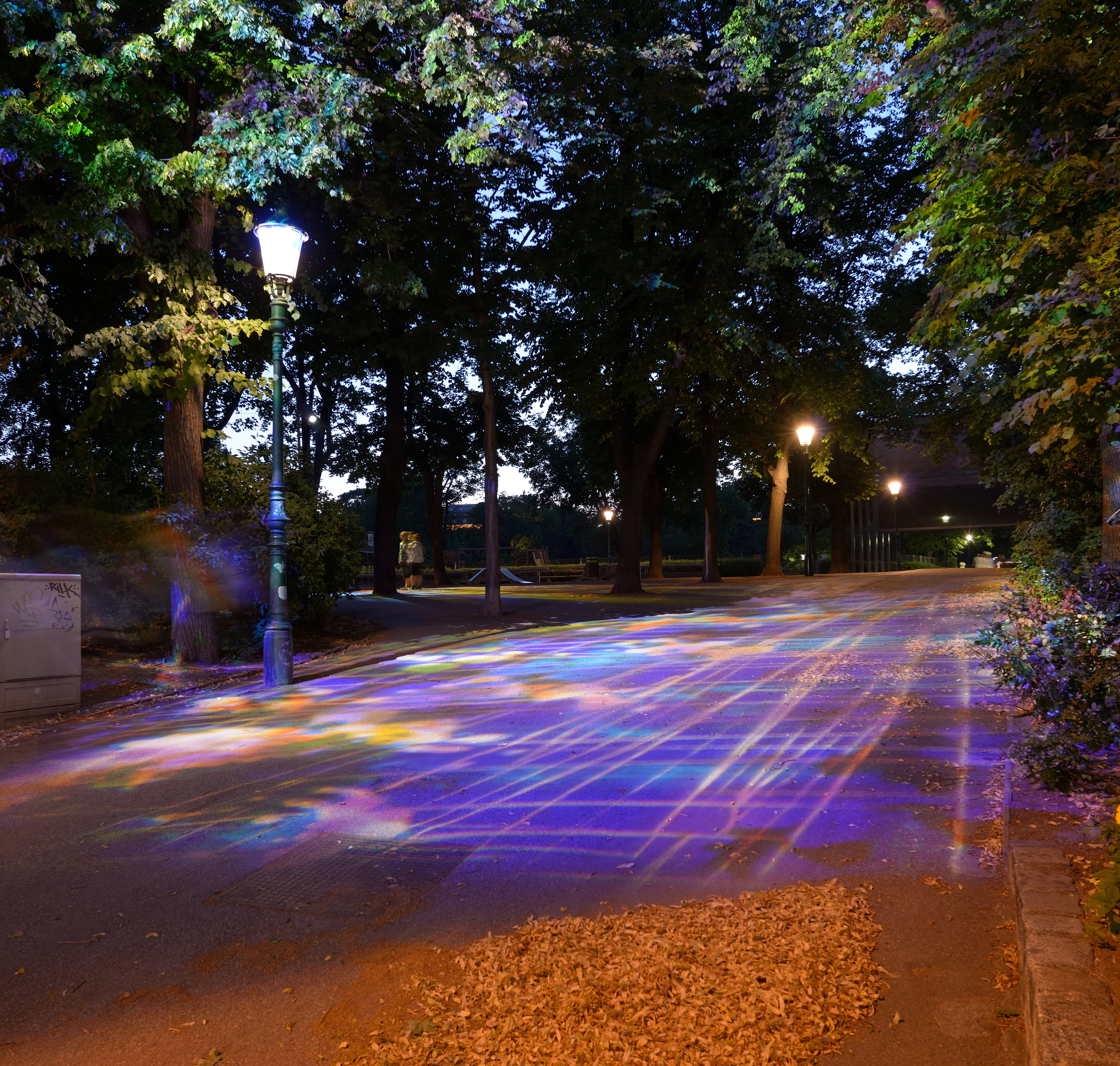
Chromotopia Stadtpark-Lichtinstallation, Wien
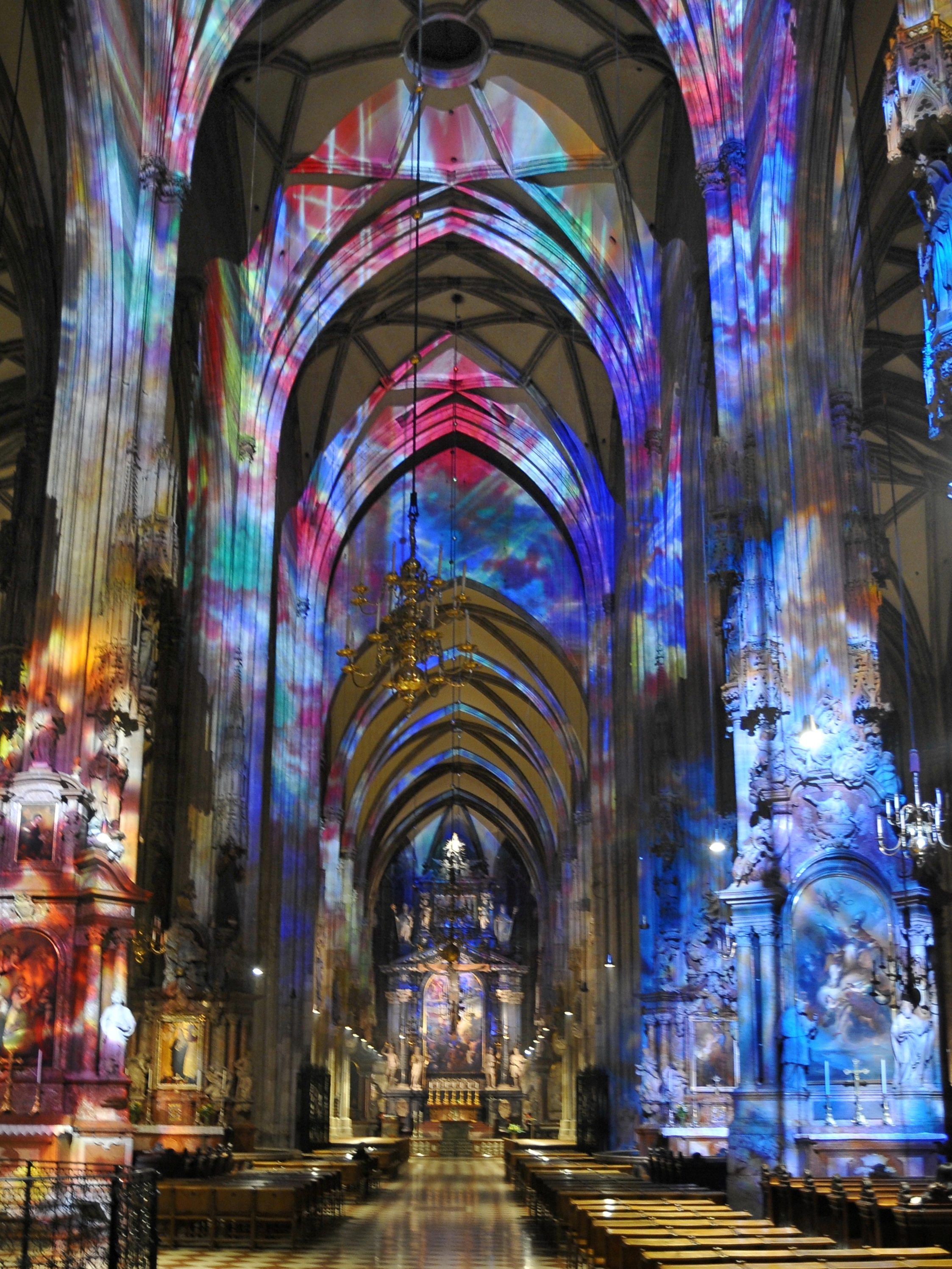
Stephansdom, Wien